# Rosa María Britton
Rosa María Britton, född 28 juli 1936 i Panama City, död 16 juli 2019 i Panama City, var en panamansk författare och dramatiker.
Jämte sin författarkarriär var Britton yrkesverksam som läkare, med inriktning på gynekologi och onkologi. Hon studerade medicin i Kuba, Spanien och USA. Hon skrev även medicinsk facklitteratur.